# 브루노 피게로아

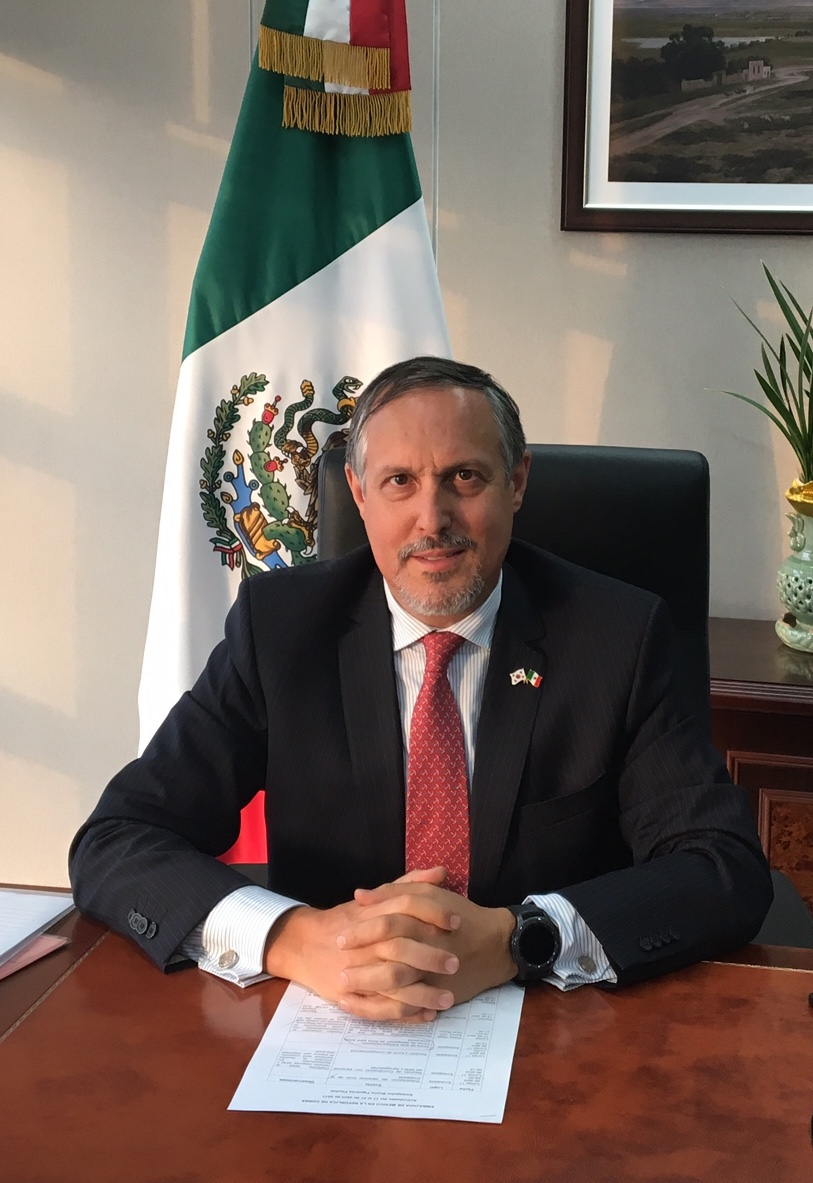

브루노 피게로아 피셔(스페인어: Bruno Figueroa Fischer, 멕시코시티, 1965년생) 멕시코의 외교관이다. 현재 포르투갈 주재 멕시코대사로 재직중이다. 2017년부터 2022년 12월 5일까지 주한 멕시코대사(몽골, 북한 겸임), 2015년부터 2017년까지는 멕시코 외교부 국제개발협력기구 (AMEXCID) 메소아메리카 통합 및 프로젝트 처장직을 역임했다.

## 학력
피게로아 대사는 엘 콜레히오 데 멕시코 (El Colegio de México)에서 국제관계학을 전공했으며 중미 위기에 대한 유럽의 두 가지 대응 (Dos respuestas europeas a la crisis centroamericana) 이라는 논문으로 학위를 수여했다. 1987년 멕시코 외교부에 입교했다. 외교부 산하 인스티투토 마티아스 로메로 (Instituto Matías Romero) 및 프랑스 국립 경영학교 ( 프랑스어: École Nationale d’Administration, ENA)에서 MBA를 취득했다. 비엔나 외교 아카데미 (영어: Diplomatic Academy of Vienna) 및 헤이그 국제법 아카데미 (영어: Hague Academy of International Law)에서 각종 학위를 수여했다.

## 외교 경력 및 수상
해외에서는OECD 대표부 차석대사(2007-2010)와 캘리포니아 산 호세 총 영사(2004-2007)로서 재직한 바 있다. 멕시코 외교부 본부 메소아메리카 통합 및 발전 사업부 국장(2015-2017)으로서 멕시코-중미 카리브 간 기술, 과학 및 금융 협력을 총괄하였고, 기술 및 과학 협력 국장(2013-2017), 멕시코국제협력단(AMEXCID) 단장(2010-2013)을 역임하였다. 또한 외교 장관 고문(2001-2004)으로 활동하였다. 2015년부터 2017년까지는 멕시코 외교부 국제개발협력기구 (AMEXCID) 메소아메리카 통합 및 프로젝트 처장직을 역임하면서 메소아메리카 및 카리브해 지역을 구성하는 국가 간의 상호보완성 및 협력을 촉진하여 인프라, 상호연결성 및 사회 개발 측면과 같은 구체적인 혜택을 제공하는 프로젝트를 효과적으로 구현했다. 한국 재임 기간에는, 순천만국가정원 멕시코정원을 구상 및 조성하였다. 멕시코 이름으로 존재하는 한국 내 유일한 공간이 이 정원은 순천대학교 전형순 교수 및 최정민 교수 설계했으며, 2018년 5월 10일에 개원했다. 2019년에는 참전사실에 대한 기억을 되찾고, 참전 생존자를 인정하기 위해 한국전쟁에 참전한 멕시코인 및 멕시코계 미군에 대한 연구를 시작했다. 2021년 4월 24일 한국전쟁 멕시칸 참전용사회가 출범했고, 2022년 6월부터 9월까지 전쟁기념관에서 “나는 한국에서 돌아왔다: Mexicans and Mexican Americans: The Forgotten Soldiers of the Korean War” 특별전시회가 개최되었다.
2019년 ‘히코 인 한국(Xico in Korea’ 프로젝트로 중앙 데일리와 주한 명예영사단 주최 공공외교대사 어워드를 수상 하였다.
프랑스 레지옹 도뇌르(Legion of Honor) 코망되르(Commander)급 훈장을 받았다.
2022년 신한대학교에서 국제관계학 명예박사학위를 수여했고 서울시 명예시민으로 위촉되었다.